# Manchester United W.F.C.
Manchester United Women Football Club (eller Manchester W.F.C.) er en engelsk fodboldklub for kvinder fra Manchester, der spiller i FA Women's Super League.

## Aktuel trup
Oversigten er opdateret til og med 24. juli 2025
| Nr. | Land     | Position | Spiller                   |
| --- | -------- | -------- | ------------------------- |
| 1   | England  | MM       | Kayla Rendell             |
| 2   | Sverige  | FO       | Anna Sandberg             |
| 3   | England  | FO       | Gabby George              |
| 4   | England  | FO       | Maya Le Tissier (anfører) |
| 6   | England  | FO       | Hannah Blundell           |
| 7   | England  | MI       | Ella Toone (viceanfører)  |
| 8   | England  | MI       | Grace Clinton             |
| 9   | Frankrig | AN       | Melvine Malard            |
| 11  | England  | MI       | Leah Galton               |
| 13  | Canada   | MI       | Simi Awujo                |
| 14  | Canada   | FO       | Jayde Riviere             |
| 15  | Norge    | AN       | Celin Bizet               |
| 16  | Norge    | MI       | Lisa Naalsund             |

| Nr. | Land     | Position | Spiller               |
| --- | -------- | -------- | --------------------- |
| 17  | Holland  | FO       | Dominique Janssen     |
| 19  | Norge    | AN       | Elisabeth Terland     |
| 20  | Japan    | MI       | Hinata Miyazawa       |
| 21  | England  | FO       | Millie Turner         |
| 25  | England  | FO       | Evie Rabjohn          |
| 28  | England  | AN       | Rachel Williams       |
| 34  | Skotland | MI       | Emma Watson           |
| 37  | England  | AN       | Keira Barry           |
| 39  | Wales    | MM       | Safia Middleton-Patel |
| 48  | Wales    | MI       | Mared Griffiths       |
| 55  | England  | FO       | Lucy Newell           |
| 91  | USA      | MM       | Phallon Tullis-Joyce  |